# みゆきの結婚
『みゆきの結婚』（みゆきのけっこん）は、東盛直道監督による日本映画である。2024年12月7日公開。

## 概略
2024年11月開始の『OP PICTURES＋フェス2024』内で公開された作品の一つ。森日向子にとって映画初出演、初主演作品となった。森は「AVでする演技とはぜんぜん違って難しく感じました」と感想を述べている。
2025年にはR18編集版が『密着満開　アソコでくつろぐ』のタイトルで公開された。

## あらすじ
典型的な父長家庭で育ったみゆきだったが、大学卒業後、厳格な父から母と離婚することを明かされる。「別れてもみゆきの親には違いないから、困ったときには相談してね」。母からそう言われたみゆきだったが内心「困ったとき何をしてくれるんだろう」と思い、晴れ晴れしている両親にちょっと腹が立っていた。彼女にとって家とは重く息苦しい場所であり、早く実家を出て離れたかったのだ。
結婚の挨拶のため、婚約者・拓也を連れ、久々に実家へ帰ると、父は嬉々としており新たな恋人と暮らしていた。また母も新たな年下の恋人を見つけまるで少女のように明るく生き生きと過ごしていた。2人の変わりようにみゆきは、「家族」とは何かを考え、複雑な思いを巡らし心の浄化を追い求めた。

## 登場人物
みゆき
演 - 森日向子
結婚を控える女性。夫となる拓也は彼氏としては満点であるが、家族という枷、囚われにおびえ、そのことを考えると目はうつろ。
真紀子
演 - みひな
父の新たな恋人。みゆきの地元の友人でもある。実はひそかな性嗜好がある。
奈美
演 - 綾瀬麻衣子
みゆきの母。かつては夫に怒られることにおびえ常にうつむき加減だった。離婚後は再就職し、部下を性パートナーにしている。
拓也
演 - 鹿野裕介
みゆきの婚約者。人にやさしく真っ直ぐな性格。それだけにみゆきには物足りなく思える。
佐々木
演 - 竹本泰志
大学教員でみゆき、卓也は元教え子。
将司
演 - 安藤ヒロキオ
奈美の再就職先の部下。
バーテンダー
演 - 宮崎重信

吾郎
演 -  森羅万象
みゆきの父。かつては厳格でいつも不機嫌であり、みゆきは常に恐れていた。新たなパートナーを得て、柔和な表情を見せるようになる。

## スタッフ
- 監督・脚本・編集：東盛直道
- 撮影：カトウジュンイチ
- 照明：カトウジュンイチ
- 録音：五十嵐猛吏
- 整音：服部俊、高木陽平
- 効果：服部俊、高木陽平
- メイク：kei
- 音楽：荒川仁
- スチール：須藤未悠、本田あきら
- 助監督：三輪里奈、遠藤大致
- 制作担当：門脇萌
- 制作応援：鶴丸彩
- 音楽協力：神蔵守、三浦世名
- 協力：NAX、Main's、GG、カプリ、プラネアール、グンジ印刷、日活スタジオセンター
- 仕上げ：東映ラボ・テック
- 制作：ソフトボイルド[5]
- 提供・配給：オーピー映画